# Thủ thư

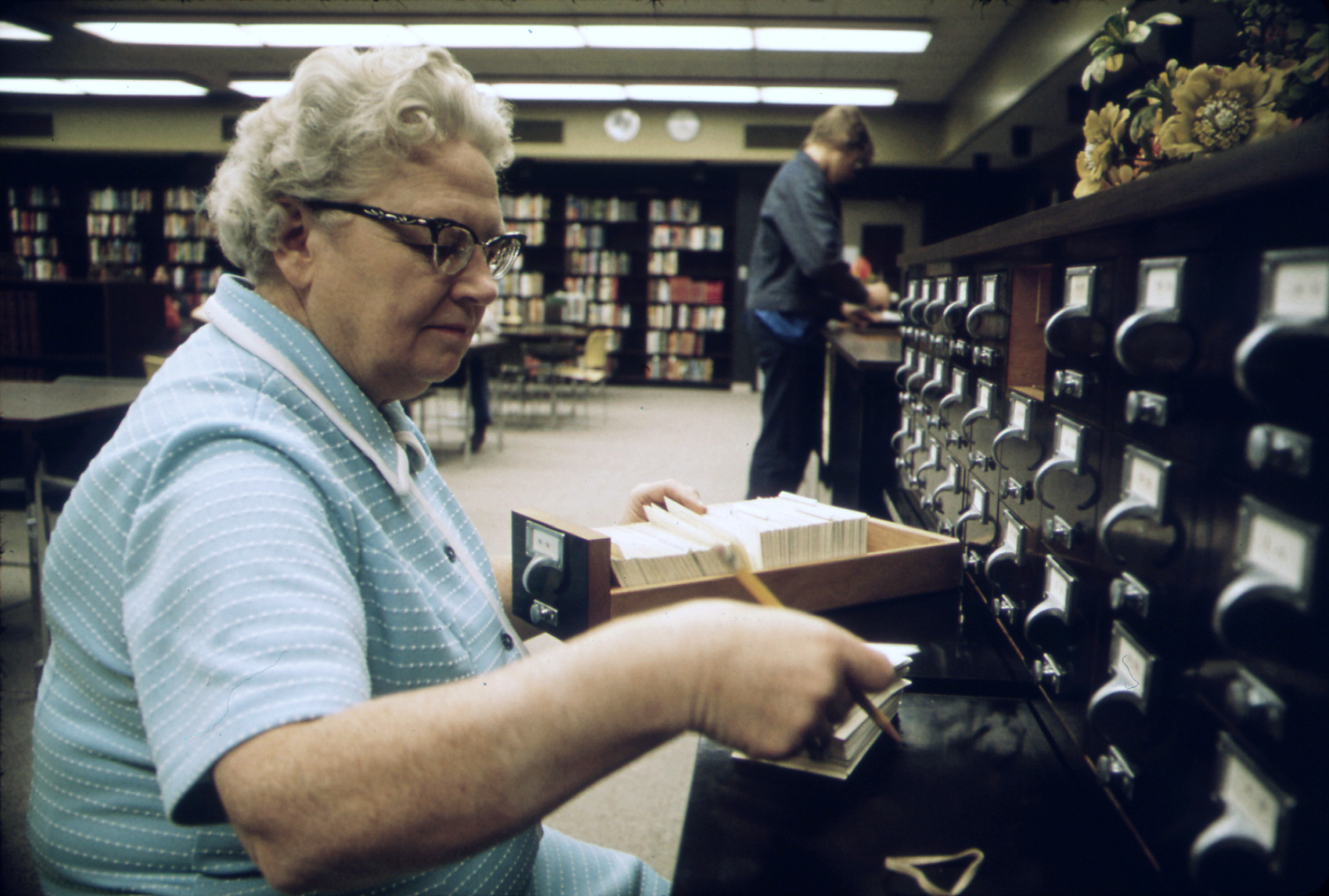
Một nhân viên thủ thư ở Mỹ

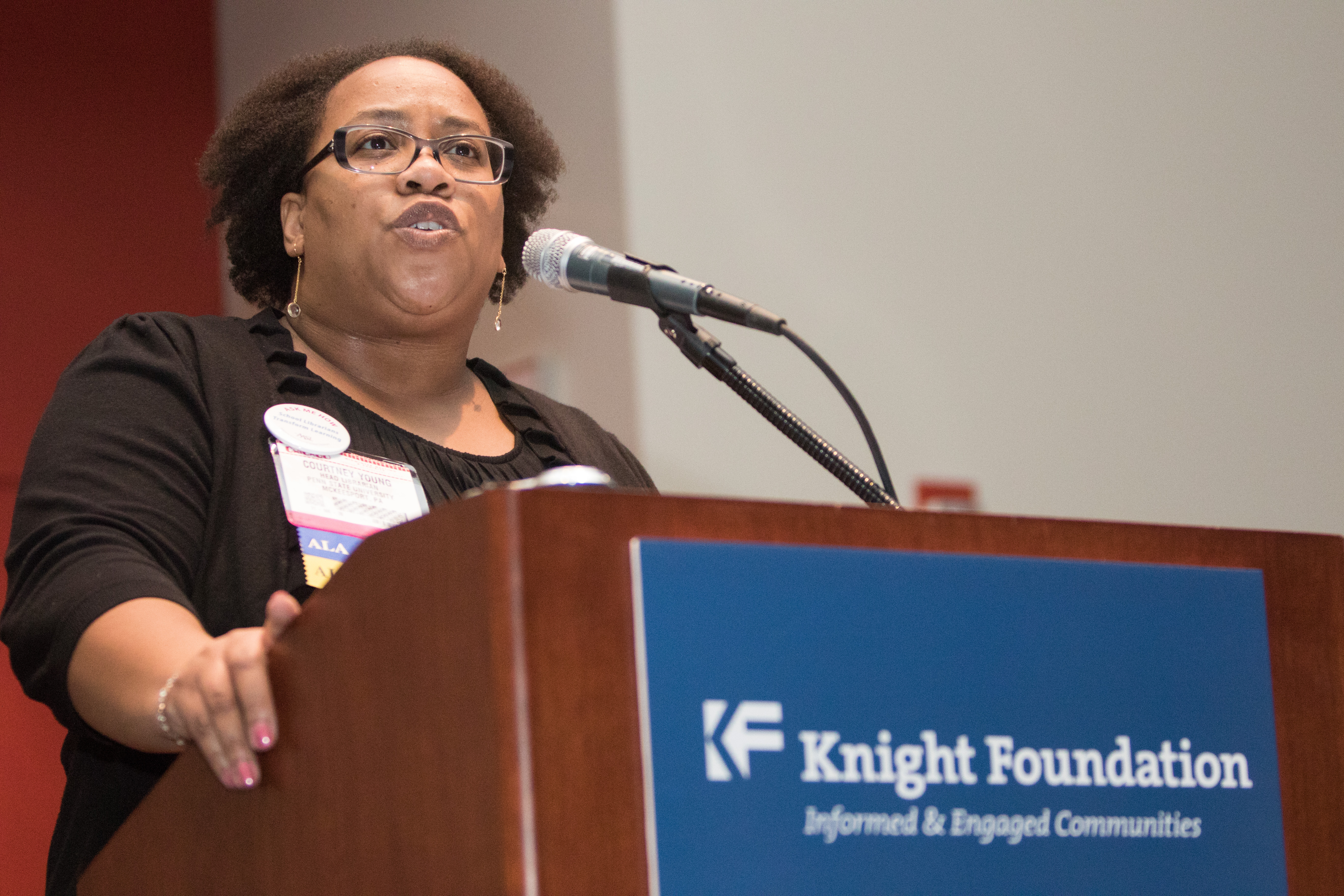
Courtney Young, thư viện viên và nguyên chủ tịch của Hiệp hội thư Viện Mỹ

Thủ thư hay cán bộ thư viện hay nghĩa đơn giản là người coi sách là tên gọi chung về một nghề nghiệp làm việc liên quan đến thư viện, coi giữ sách trong thư viện. Đây là một chuyên gia về thông tin, lưu trữ, sắp xếp hồ sơ, phân loại, sắp xếp sách vở, đánh bút lục, lau, quét sách ở các kệ sách, hướng dẫn tra cứu thông tin... được đào tạo về khoa học thư viện, là người thông thạo việc tổ chức và quản lý dịch vụ thông tin hoặc các tài liệu cho những người có nhu cầu thông tin.
Thông thường, thủ thư làm việc trong một thư viện công cộng hoặc một thư viện trong các trường đại học, trường tiểu học hoặc trường trung học, các thư viện trong doanh nghiệp hoặc công ty, hoặc cơ quan khác như một bệnh viện, công ty luật.... Công việc này có điểm tương đồng với những người làm nghề nhân viên lưu trữ.
Ở phương Tây, nghề này còn được gọi là thư viện viên (Librarian) là một người làm việc chuyên nghiệp trong một thư viện, cung cấp sự kết nối đến thông tin, đôi khi là sự kết nối với xã hội và công nghệ. Họ thường được yêu cầu có một bằng chuyên môn từ một trường dạy về nghề Thư viện như là bằng Thạc sĩ về Khoa học Thư viện (Master's degree in Library Science) hay là bằng Khoa học về Thư viện và thông tin (Library and Information Studies).

## Công việc
Thủ thư là người quản lý, giữ gìn và phát triển vốn tài liệu để phục vụ nhu cầu đọc, tìm hiểu của độc giả. Ngoài những chức năng nhiệm vụ chung, tùy theo mục đích, quy mô mà từng thư viện có thêm các chức năng, nhiệm vụ riêng và phục vụ đối tượng người đọc khác nhau. Công việc của thủ thư: 
- Lựa chọn tài liệu, tiếp nhận các dạng (loại) tài liệu mới, phân loại tài liệu theo danh mục hoặc theo loại hình tài liệu
- Tổ chức sắp xếp và bảo quản các loại hình tài liệu theo một trật tự nhất định.
- Xây dựng và duy trì các cơ sở dữ liệu phục vụ cho mục đích tìm kiếm tài liệu dễ dàng, thuận lợi.
- Tiến hành trang bị chuyên biệt cho các diện tích sử dụng của thư viện, luôn luôn giữ gìn cho cơ sở vật chất - kĩ thuật ở trong tình trạng tốt nhất.
- Giới thiệu vốn tài liệu của thư viện, hướng dẫn sử dụng thư viện, nghiên cứu nhu cầu đọc, nhu cầu tin tức để việc phục vụ tốt nhất nhu cầu học tập, nghiên cứu và giải trí của mọi đối tượng độc giả.
- Kiểm tra, kiểm soát việc mượn sách, đọc sách của bạn đọc

Để làm được một người thủ thư tốt cần có một số yêu cầu nhất định. Cụ thể là: Yêu sách. Có khả năng tổ chức, quản lý, sắp xếp công việc. Có sức khỏe tốt (vì làm việc trong môi trường này rất độc hại). Kiên nhẫn, tỉ mỉ, cẩn thận. Có khả năng giao tiếp tốt. Biết ngoại ngữ và tin học.
Theo truyền thống, Một thư viện viên thường được liên tưởng đến những bộ sưu tập sách, như được mô tả bởi thuật ngữ gốc của từ "Librarian" (Từ tiếng Latin là "liber", có nghĩa là "sách"). Vai trò của Thư viện viên đang dần dần phát triển để đáp ứng nhu cầu của xã hội và công nghệ. Một thư viện viên hiện đại có thể thực hiện việc cung cấp và duy trì thông tin dưới nhiều hình thức, bao gồm: sách, tài nguyên điện tử, tạp chí, bài báo, tài liệu ghi âm (audio) và ghi hình (video), bản đồ, bản thảo viết tay (manuscript), hình ảnh và tài liệu đồ họa khác, dữ liệu thư mục, tài nguyên trên web và tài nguyên số. Một thư viện viên cũng có thể cung cấp những dịch vụ thông tin khác, bao gồm Sự hướng dẫn tìm kiếm thông tin (information literacy), cung cấp máy tính và sự tập huấn sử dụng, phối hợp với các cơ quan xã hội để tổ chức sự kiện công cộng, Tập huấn sử dụng thông tin (assistive technology) cho những người khuyết tật, sự hỗ trợ tìm kiếm nơi có những thông tin công cộng. Sự cảm ơn đối với các thư viện viên thường được viết chung với các học giả và tác giả trong phần "Cảm ơn" của sách (the acknowledgment sections of book)

## Lịch sử

### Thời cổ đại
Những người Sumer là những nhân viên đầu tiên được đào tạo để lưu giữ bản lưu trữ của các tài liệu. "Người được đào tạo về những cuốn sách" ("Masters of the books") hay "Những người giữ bản thảo" ("Keepers of the Tablets") là những người chép sách (scribes) hay các lãnh tụ tôn giáo (priests) được đào tạo để xử lý số lượng lớn và phức tạp của các bản lưu trữ này. Mức độ khó khăn của công việc thì vẫn chưa xác định được.
Đôi khi trong thế kỉ thứ 8 trước công nguyên, Ashurbanipal, Vua của nước Assyria, xây dựng một cung điện tại Nineveh, Mesopotamia. Ashurbanipal là người đầu tiên trong lịch sử cho rằng Thư viện viên là một nghề chính thức.  Chúng ta biết rằng có ít nhất một người "Người giữ bản thảo" được thuê để quản lý hang ngàn bảng viết tay của người Babylon và Sumer, bao gồm các áng văn chương, lịch sử, lời tiên tri, bài tính về thiên văn, bảng toán học, bảng ngữ pháp học và ngôn ngữ học, những cuốn từ điển, giấy tờ thương mại và sách Luật. Tất cả bảng viết tay này được phân loại và sắp xếp theo một thứ tự logic theo chủ đề, thể loại, và đều được dán ký hiệu phân loại.
Thư viện vĩ đại của vua Alexandria, được Ptolemaios I thành lập sau cái chết của Alexander vĩ đại vào năm 323 trước công nguyên để lưu trữ toàn bộ tác phẩm văn chương của người Hy Lạp.. Nó đặc biệt vì những thư viện viên tài năng của nó: Demetrius, Zenodotus, Eratosthenes, Apollonius, Aristophanes, Aristarchus và Callimachus. Những học giả này có đóng góp to lớn cho bộ sưu tập và thư mục của khối lượng khổng lồ các cuộn văn bản trong bộ sưu tập của thư viện. Quan trọng nhất, Callimachus đã xây dựng cái được cho là mục lục chủ đề (subject catalogue) đầu tiên của Thư viện được duy trì cho đến ngày nay, được gọi là Pinakes. Pinakes chứa 120 cuộn giấy được phân thành 10 lớp chủ đề, mỗi lớp lại được chia thành lớp nhỏ hơn, liệt kê tên tác giả theo thứ tự ABC. Những thư viện viên của Thư viện Alexandria được xem là "Những người bảo vệ sự học"..
Cuối thời kì Cộng hòa La Mã và đầu thời kì chuyên chế La Mã, bất kì nhà quý tộc nào cũng có Thư viện riêng trong nhà. Nhiều nhà quý tộc như Cicero, có hẳn một mục lục cho thư viện của mình, và rất tự hào về số lượng tài liệu ông ta có. Những người khác như là Lucullus, trở thành một thư viện viên khi cho mượn những cuộn tài liệu trong bộ sưu tập của họ. Nhiều hoàng đế La Mã biến những thư viện công cộng trở thành một phần của chiến dịch lấy lòng dân chúng. Khi những học giả được nhận việc như một Thư viện viên trong nhiều Thư viện của các Hoàng Đế, không có những tiêu chuẩn để đấnh giá vị trí và vai trò của một Thư viện viên. Ví dụ, Pompeius Macer, Thư viện viên đầu tiên của Thư viện Augustus, là một "praetor", một người làm việc trong cả quân đội và ngành Tư pháp. Sau này, cũng tại đây, Thư viện viên Gaius Julius Hyginus là một văn pham gia (grammarian)..

### Thời Trung đại
Những nhà Thờ Thiên Chúa giáo tại Châu Âu được xây dựng với nhiệm vụ giữ gìn trung tâm giáo dục của Thư viện sau sự sụp đổ của đế chế La Mã. Trong suốt thời kì này những cuốn sách đầu tiên (khác với cuộn giấy) trở nên phổ biến: giấy da codex. Trong các Tu viện, vai trò của các Thư viện viên là coi sóc "văn phòng chép sách" ("scriptorium") nơi các tu sĩ chép sách ra thành nhiều bản. Một vị tu sĩ tên là Anastasias đã ghi trước tên của ông từ "Bibliothecarius" (nghĩa gốc là "librarian-Thư viện viên") tại phần tác giả trong bản dich xuất sắc của ông về người Hy Lạp cổ đại. Trong suốt thời kì này, những bục phát biểu, có những cuốn sách bị xích với nó vì mục đích bảo vệ, cũng được giới thiệu với mọi người. Sự phân loại và tổ chức của những cuốn sách trong thời kì này thường là theo chủ đề hoặc thứ tự ABC, với những tài liệu lưu trữ được liệt kê trong một danh sách riêng. Sau này, những cá nhân được biết như là "librarius" bắt đầu biên mục, lưu trữ, phân loại một cách có quy tắc hơn..
Trong thế kỉ 14, Các trường Đại học bắt đầu xuất hiện những thư viện và nhân viên được thuê để làm việc tại đó. Tại thời kì hoàng gia, Các quý tộc và các luật gia bắt đầu thành lập những thư viện của riêng mình như một biểu hiện cho vị trí trong xã hội. Vua Charles V của Pháp xây dựng Thư viện của mình và tổ chức nó như một người sưu tầm sách, một hành động thể hiện một phẩm chất quen thuộc của người Thư viện viên thời kì này.
Thời kì khai sáng được xem là thời kì có nhiều sự ưu ái của giới quý tộc cho các Thư viện. Trong suốt thời kì này, Những thư viện tư nhân rất lớn được những quý tộc như Petrarch và Boccaccio xây dựng. Những Thư viện này được tài trợ bởi các Giáo hoàng, giai cấp hoàng gia, những người cao cấp những người mà thường xuyên gửi những người đại diện đi khắp Tây Âu để tìm những bản thảo trong những thư viện đang dần xuống cấp của các tu viện. Vì vậy, Những Thư viện thời Phục Hưng tàng trữ một khối lượng dồi dào các các tài liệu. Trong khi những tài liệu của Thư viện này hầu như bị giới hạn sự phát triển, các Thư viện mở cửa cho dân chúng. Các Thư viện viên cần lập kế hoạch và tổ chức thư viện để đáp ứng nhu cầu của người dân. Một công cụ để đạt được mục đích này là mục lục Thư viện, ra đời đầu tiên năm 1595..

### Thời Khai sáng
Trong suốt thế kỉ 16, Suy nghĩ tạo ra một Thư viện toàn cầu (Bibliotheca Universalis), Một danh sách cho tất cả sách in trên thế giới bắt đầu xuất hiện tại các học viện danh tiếng và các thư viện viên: Conrad Gessner, Gabriel Naudé, John Dury và Gottfried Leibniz. Bốn Thư viện viên chịu trách nhiệm cho việc thành lập "Thư viện toàn cầu" là những cá nhân xuất sắc trong ngành Thư viện. Gabriel Naude xuất bản "Avis pour dresser une bibliothèque", chuyên khảo đầu tiên về ngành Thư viện.  Trong chuyên khảo này, Naude nói rằng ông đã thu thập tất cả các thể loại sách, sách cũ và mới, sách nổi tiếng, sách ít người biết và sách của các tác giả vô thần. Ông cũng xây dựng những ý kiến về sự tổ chức và quản lý trong Thư viện để phát triển bộ sưu tập của Thư viện. Ông cũng góp phần làm cho các Thư viện cho phép người ngoài Thư viện mượn sách.
John Dury được cho là nhà lý luận người Anh đầu tiên về Thư viện. Ông viết hai bức thư tới Samuel Hartlib liên quan đến nhiệm vụ của người Thư viện viên, những bức thư này xuất bản năm 1650 với nhan đề "The Reformed Librarie-Keeper" (Tạm dịch "Những cải thiện cho người Thư viện viên"). Ông cho rằng các Thư viện viên không chỉ nên quan tâm tới những cuốn sách mà còn phải có một sự giáo dục và sự hiểu biết chuyên môn tốt để tăng tiêu chuẩn của ngành Thư viện. Ngoài ra, Ông chủ trương rằng những người Thư viện viên xứng đáng được nhận lương để sử dung sức lực của họ cho việc hoàn thành toàn bộ khối lượng của công việc Thư viện. Gottfried Leibniz ủng hộ quan điểm cho rằng người Thư viện viên là nhân tố quan trọng nhất trong việc hỗ trợ sự học. Ông có công trong việc thêm những sách Khoa học vào bộ sưu tập của Thư viện bên cạnh sách văn học tẻ nhạt, bình thường.
Một trong những người có đóng góp lớn cho ngành Thư viện khác trong thời kì nay là Sir Thomas Bodle. Ông từ bỏ nghề ngoại giao và xây dựng một Thư viện Bodleian của Oxford. Ông có công trong việc xây dựng Thư viện có mục đích rõ ràng đầu tiên của thời hiện đại. Những người giúp đỡ Bodley được goi là "Protobibliothecarius Bodleianus", thư viện viên của Bodley. Họ sẽ nhận được £40 một năm. Ý tưởng tập hợp những Thư viện viên này tiếp tục phát triển vào thế kỉ 17. Với những ý tưởng về "Thư viện toàn cầu" (Bibliotheca Universalis), các Thư viện thay đổi. Tài liệu của Thư viện trở nên đa dạng hơn, bao gồm văn học giải trí cũng như văn học mang tính học thuật cao. Tại thời điểm này, Thư viện hoàn toàn mở cửa phục vụ dân chúng, và không còn giới hạn về người đến đọc.
Thư viện Quốc gia Pháp| Tại Pháp vào thế kỉ 18, hai Thư viện viên, Hubert-Pascal Ameilhon và Joseph Van Praet, lựa chọn và phân loại trên 300 000 cuốn sách và bản thảo viết tay là tài sản của Thư viện Quốc gia Pháp (Bibliothèque Nationale).  Trong suốt cách mạng Pháp, các Thư viện viên khẳng định rằng trách nhiệm duy nhất của việc lựa chọn sách là để công dân của quốc gia sử dụng. Hành động này đã dẫn đến sự phổ biến khái niệm về dịch vụ của dịch vụ trong Thư viện hiện đại: Sự mở rộng tính dân chủ của các dịch vụ trong thư viện đối với cộng đồng, không quan tâm đến sự giàu có hay sự giáo dục.

### Thời hiện đại
Trong khi có rất nhiều những Thư viện viên làm việc toàn thời gian vào thế kỉ thứ 18, tính chuyên nghiệp của nghề Thư viện thật sự xuất hiện vào thế kỉ thứ 19, bằng chứng là sự xuất hiện của trường đào tạo Thư viện đầu tiên, trường Đại học đầu tiên, những hiệp hội chính thức và thủ tục cấp phép đầu tiên. Tại Anh vào năm 1870, một cơ hội nghề nghiệp mới mở ra cho phụ nữ trong Thư viện. Nó được tuyên bố là một nghề nghiệp "rất phù hợp với phụ nữ". Trước năm 1920, số lượng phụ nữ và đàn ông là bằng nhau trong nghề thư viện, nhưng số lượng phụ nữ tăng vượt lên trước năm 1930 và chiếm 80% trước năm 1960. Những nhân tố ảnh hưởng đến sự chuyển biến này bao gồm những tổn thất về nhân khẩu học trong chiến tranh thế giới lần thứ nhất, các quy định của Luật Thư viên công cộng năm 1919, các hoạt động xây dựng thư viện của "the Carnegie United Kingdom Trust", sự ủng hộ việc làm trong thư viện dành cho phụ nữ từ phía văn phòng trung ương (the Central Bureau).. Ở Vương quốc Anh, nhiều bằng chứng cho thấy rằng chính phủ Bảo thủ bắt đầu thay  thư viện viên chuyên nghiệp cho tình nguyện viên trong năm 2015-2016.

## Vai trò

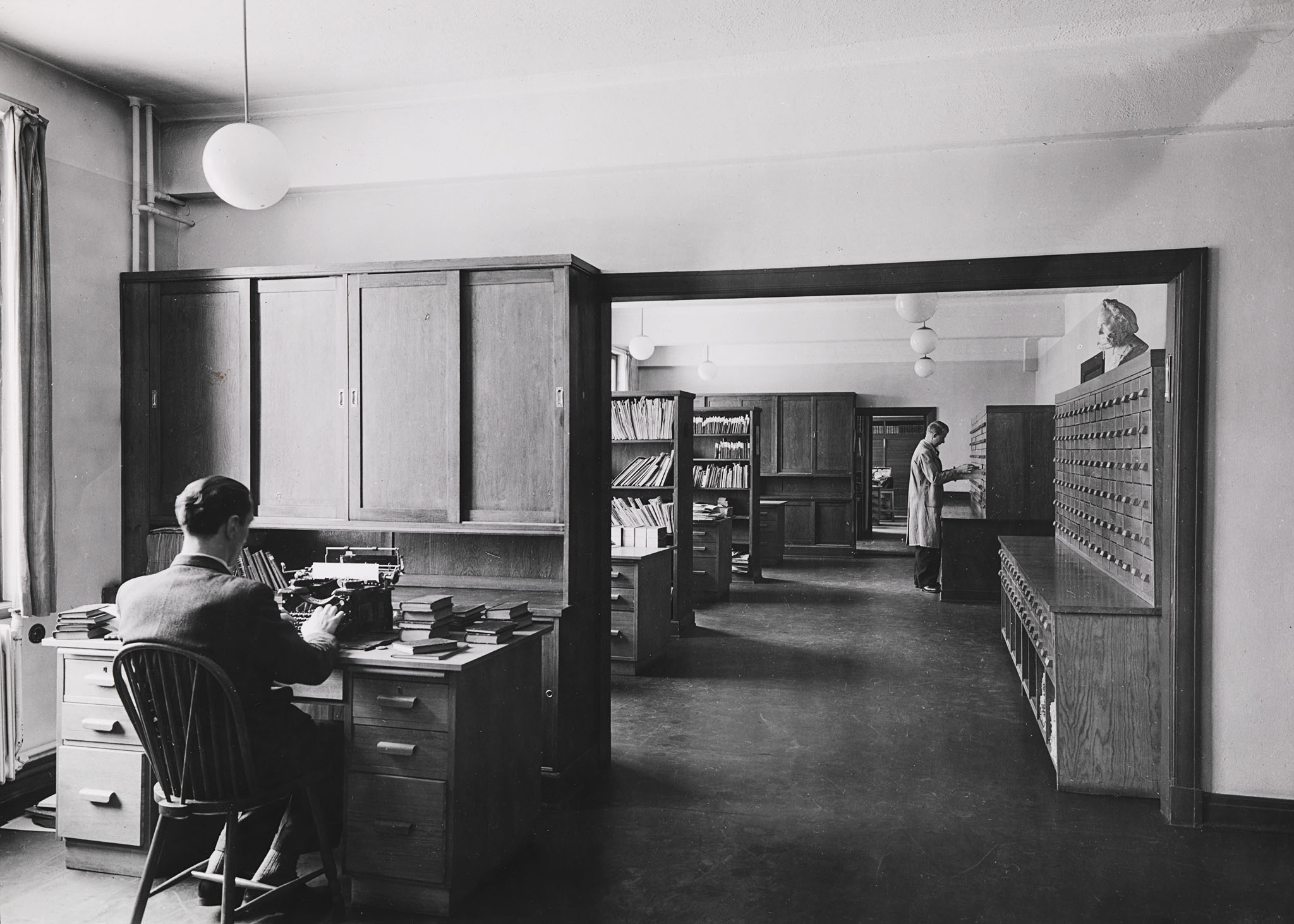
Thư viện viên làm việc, tại thư Viện Quốc gia của na Uynăm 1946

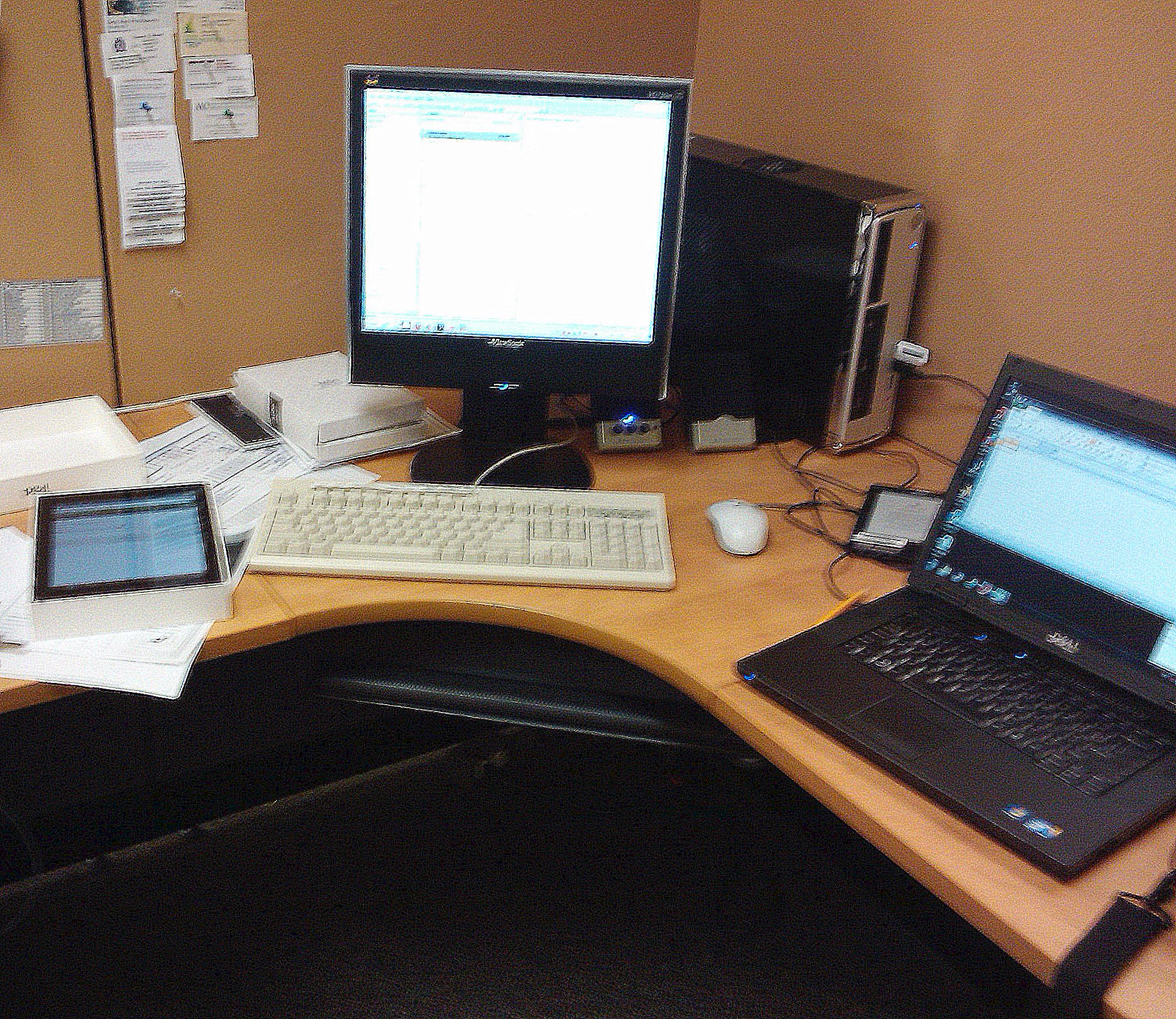
Một không gian làm việc của Thư viện viên tại Khu thư Viện Công cộng trong 2013. iPad, MÁY tính để bàn, máy đọc sách và máy tính xách tay là những công cụ cần thiết.

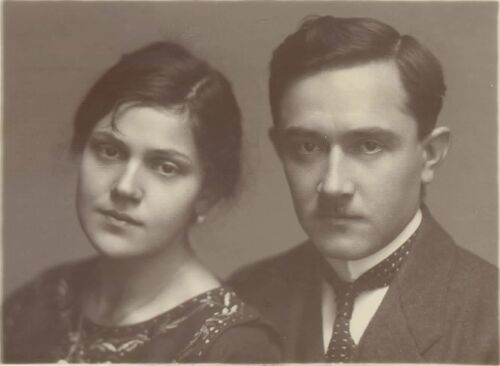
Một cặp vợ chồng làm nghề thủ thư ở Slovakia

### Vị trí việc làm
Các công việc thì đa dạng, phụ thuộc vào loại Thư viện cũng như mức độ lớn nhỏ của nó. Olivia Crosby mô tả những Thư viện viên như "Chuyên gia thông tin trong thời đại thông tin". Hầu hết các Thư viện viên dành thời gian của họ làm việc trong những khu vực sau đây của Thư viện:
- Nhân viên lưu trữ (Archivists) là những thư viện viên đặc biệt chuyên làm việc với những tài liệu cần lưu trữ, như những bản thảo viết tay, tài liệu và bản thu âm, mặc dù điều này là khác nhau ở từng Quốc gia, và có rất nhiều cách để trở thành một nhân viên lưu trữ
- Nhân viên phát triển và bổ sung bộ sưu tập của Thư viện có nhiệm vụ quản lý sự lựa chọn sách và tài nguyên điện tử. Những Thư viện lớn thường dùng những kế hoạch phù hợp, trong đó các thư viện viên của những chủ đề riêng tạo ra hồ sơ cho phép các nhà xuất bản gửi những cuốn sách liên quan đến Thư viện mà không cần sự kiểm định (vetting) nào. Những Thư viện viên, vì vậy, có thể thấy những cuốn sách đó khi được chuyển đến và xem xét liệu nó có được bổ sung vào bộ sưu tập hay không. Tất cả những nhân viên bổ sung cũng có một số tiền nhất định từ quỹ để cho phép họ mua những cuốn sách và tài liệu không được thông qua từ chính sách.
- Nhân viên quản lý nguồn tài nguyên điện tử làm công việc với những cơ sở dữ liệu (CSDL) mà Thư viện cấp phép từ nhà cung cấp.
- Những Thư viện viên trường học làm việc trong những Thư viện trường học và có trách nhiệm như những giáo viên, chuyên gia công nghệ thông tin, hỗ trợ việc đọc.
- Nhân viên hướng dẫn dạy những kĩ năng tìm kiếm thông tin qua máy vi tính trong một lớp có Thầy và trò hay một lớp học trực tuyến. Họ sẽ hướng dẫn cách tìm, đánh giá và sử dụng thông tin một cách hiệu quả. Những Thư viện viên này thường làm trong các Thư viện Đại học.

Chuyên gia truyền thông dạy sinh viên tìm và phân tích thông tin, mua những cuốn sách và các nguồn tài nguyên khác cho Thư viện trường học, quản lý tình nguyện viên Thư viện, chịu trách nhiệm cho mọi vấn đề trong hoạt động của Thư viện và trung tâm truyền thông. Cả giáo viên truyền thông Thư viện (library media teachers – LMTs) và những Thư viện viên phục vụ thanh thiếu niên của Thư viện công cộng đều đặt mua những cuốn sách và những tài liệu gây hứng thú đối với đối tượng người dùng tin này. Họ cũng giúp đỡ giới trẻ (young adults – YAs) tìm kiếm những tài nguyên phù hợp và có bản quyền trên mạng. Giúp đỡ đối tượng người dung tin này trở thành người học tập suốt đời (lifelong learners) là mục tiêu chính của những nhân viên làm việc ở lĩnh vực này
Những Thư viện viên công tác xã hội (Outreach librarians) được thuê để cung cấp dich vụ thông tin và Thư viện cho những nhóm người chịu thiệt thòi, như người khuyết tật, người ở khu ổ chuột, những người hồi hương, những tù nhân hay người vừa hòa nhập với công đồng, Cộng đồng người vô gia cư và người nông thôn. Trong những Thư viện của học đường, những Thư viện viên công tác xã hội có thể nhắm vào đối tượng học sinh trung học, sinh viên trao đổi quốc tế, sinh viên năm nhất, sinh viên dân tộc thiểu số.  
Những Thư viện viên phục vụ công làm việc trong các Thư viện công cộng, thường tại các bàn hướng dẫn của Thư viện cho mượn sách. Một vài trường hợp đặc biệt thì phục vụ cho đối tượng Thanh thiếu niên.Những Thư viện viên của thiếu nhi cung cấp tài liệu phù hợp cho Thiếu nhi trong mọi lứa tuổi, bao gồm những người mới tìm hiểu, tổ chức chương trình đặc biệt và làm việc với Thiếu nhi (và thường là cả ba mẹ của các em) để khích lệ sự đam mê và tính cạnh tranh trong đối tượng Thiếu nhi (Trong các Thư viện lớn hơn, có một số dich vụ đặc biệt cho Thiếu niên, tạp chí, những bộ sưu tập đặc biệt khác).
Thư viện viện tìm kiếm thông tin giúp những người làm công tác nghiên cứu tìm được những thông tin họ cần, thông qua một đoạn hội thoại gọi là phỏng vấn tìm kiếm (reference interview). Sự giúp đỡ này có thể thực hiện bằng những bảng hỏi về vấn đề nghiên cứu với những câu hỏi chuyên môn, cung cấp hướng dẫn về sử dụng cơ sở dữ liệu và những nguồn tài nguyên thông tin điện tử khác, tìm kiếm được tài liệu từ những nguồn khác, hay cung cấp kết nối và sự bảo quản với những tài liệu đắt tiền và dễ hư hỏng. Những dịch vụ này đôi khi được cung cấp từ những nhân viên được huấn luyện của các thư viện khác, một vài người đã chỉ trích xu hướng này.
Các Thư viện viên phát triển, khắc phục sự cố và duy trì hệ thống Thư viện, bao gồm mục lục và các hệ thống liên quan khác. Những Thư viện viên kĩ thuật làm việc "đằng sau hậu trường" sắp xếp, tổ chức tài liệu Thư viện và cơ sở dữ liệu, máy tính và các thiết bị kĩ thuật khác, và quản lý mục lục và quá trình xử lý tài liệu mới.
Những Thư viện viên phục vụ Thanh thiếu niên, hay Thư viện viên của Thiếu nhi, được trả cho việc phục vụ đối tượng Thanh Thiếu niên từ tuổi thiếu nhi cho đến lúc trưởng thành với những cách khác nhau. Nhiệm vụ của họ thì đa dạng, từ việc lên kế hoạch cho chương trình đọc trong mùa hè đến những giờ kể chuyện hàng tuần. Họ là những nhân viên "đảm nhiệm nhiều việc", vì những công tác của nó với Thiếu nhi có thể biến nó trở thành một Thư viện nhỏ trong Thư viện lớn. Thư viện viên thiếu nhi buộc phải có kiến thức về những cuốn sách phổ biến trong lứa tuổi học sinh, và hệ thống thư viện khác như là sách điện tử và sách ghi âm. Họ được trả công cho việc tạo ra môi trường học tập an toàn và vui vẻ bên ngoài nhà trường và nhà.
Một Thư viện viên cho Thanh thiếu niên phục vụ riêng cho lứa tuổi 12 đến 18. Thanh thiếu niên là những đối tượng tìm đến dịch vụ Thư viện để được gửi sự chỉ dẫn về sự giải trí, giáo dục, sự hiểu biết. Một Thư viện viên cho Thanh thiếu niên có thể làm việc trong nhiều nơi khác nhau, có người là giáo viên trường hoc/truyền thông, có người là thành viên của Thư viện công cộng hay là giáo viên trong một trường cải tạo. Bằng cấp cho giáo viên thư viện/truyền thông cần là bằng cử nhân hay Thạc sĩ nghệ thuật trong giảng dạy và một khóa học bổ túc nâng cao trong ngành Khoa học Thư viện. Những Thư viện viên Thanh thiếu niên làm việc trong những Thư viện công cộng được yêu cầu có bằng Thạc sĩ trong ngành Thư viện – thông tin (Library and Information Science – MLIS), kinh nghiệm làm việc liên quan, hay chứng chỉ liên quan.

### Kiêm nhiệm
Những Thư viện viên có kinh nghiệm có thể ở vào vị trí lãnh đạo như giám đốc trung tâm thông tin hay Thư viện. Tương tự như việc quản lý của bất kì cơ quan nào khác, họ lập kế hoạch cho kế hoạch dài hạn của Thư viện, và có mối quan hệ với các cơ quan quản lý Thư viện (Thành phố hay quận đối với Thư viện công cộng, Trường Cao đẳng/Đại học đối với Thư viện của trường Đại học, các Tổ chức đối với Thư viện đặc biệt). Trong những Thư viện nhỏ hơn hay đặc thù, những Thư viện viên làm những công việc linh tinh bình thường của một Thư viện viên

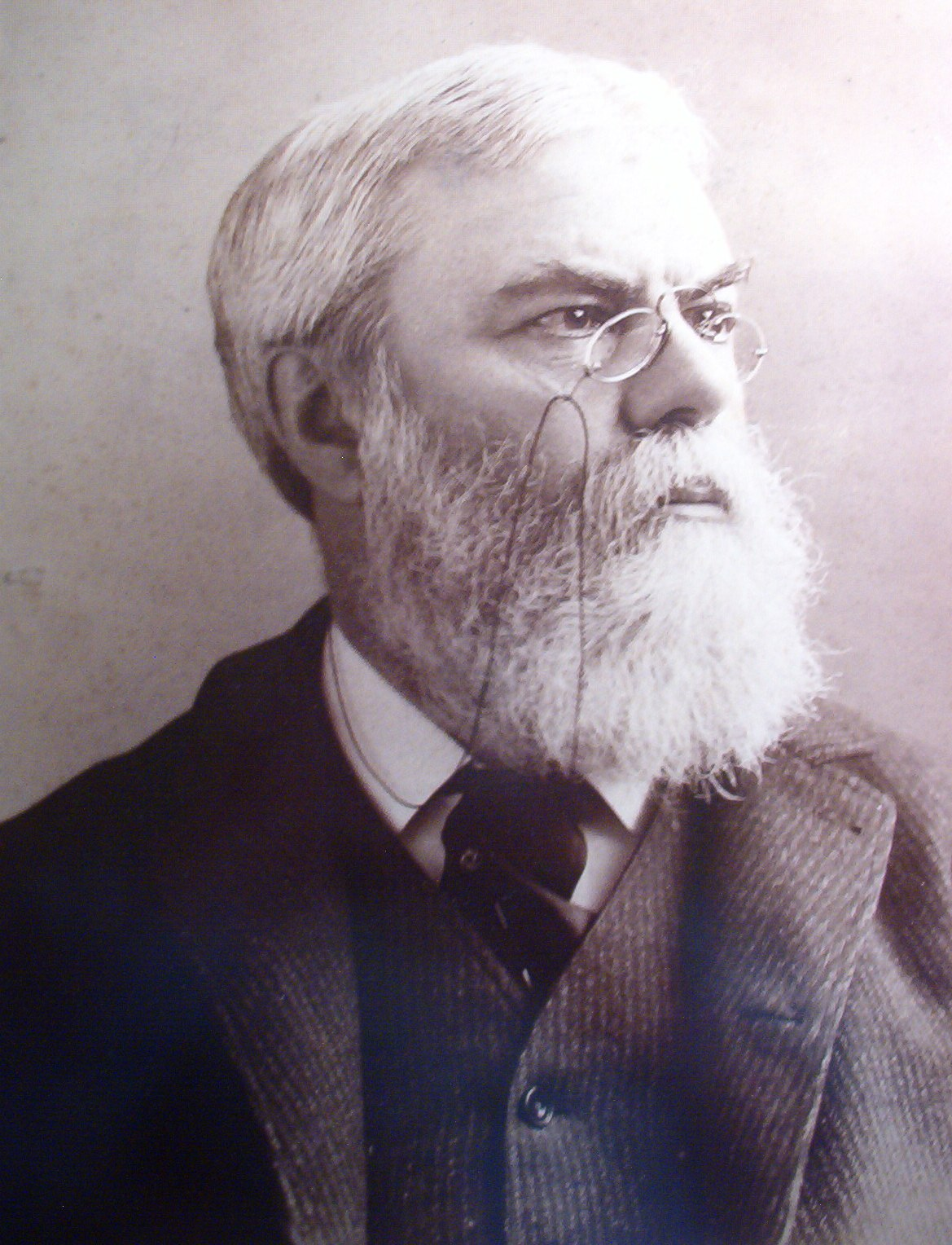
Justin Newton, Thư viện viên của Thư viện Quốc hội Mỹ c. 1885

Một ví dụ tiêu biểu cho trách nhiệm của một Thư viện viên:
- Thăm dò những chủ đề người dùng tin hứng thú
- Hướng dẫn người dùng tin đến một tổ chức công cộng khác hay cơ quan hành chính
- Đề nghị những cuốn sách phù hợp (Lời khuyên cho người dùng tin) cho Thiếu nhi ở những cấp độ khác nhau và tiểu thuyết để giải trí
- Kiểm tra thường xuyên những cuốn sách
- Tạo điều kiện và thúc đẩy các câu lạc bộ đọc sách
- Phát triển những chương trình cho người dung tin ở mọi lứa tuổi cũng như mọi trình độ
- Quản lý việc kết nối đến nguồn tài nguyên thông tin điện tử
- Xây dựng bộ sưu tập để đáp ứng nhu cầu và yêu cầu của một xã hội đang thay đổi Tạo Thư mục (pathfinders)
- Xin tiền tài trợ để có chi phí mở rộng chương trình hay bộ sưu tập
- Số hóa các bộ sưu tập cho việc kết nối trực tuyến Xuất bản những bài báo khoa học trong tạp chí về Khoa học Thư viện
- Trả lời những câu hỏi thông qua điện thoại, thư bưu điện, thư điện tử, fax, chat
- Thực hiện và sắp xếp theo đúng trình tự những cuộc hẹn được thực hiện thông qua máy tính có kết nối Internet.
- [13]

## Môi trường làm việc

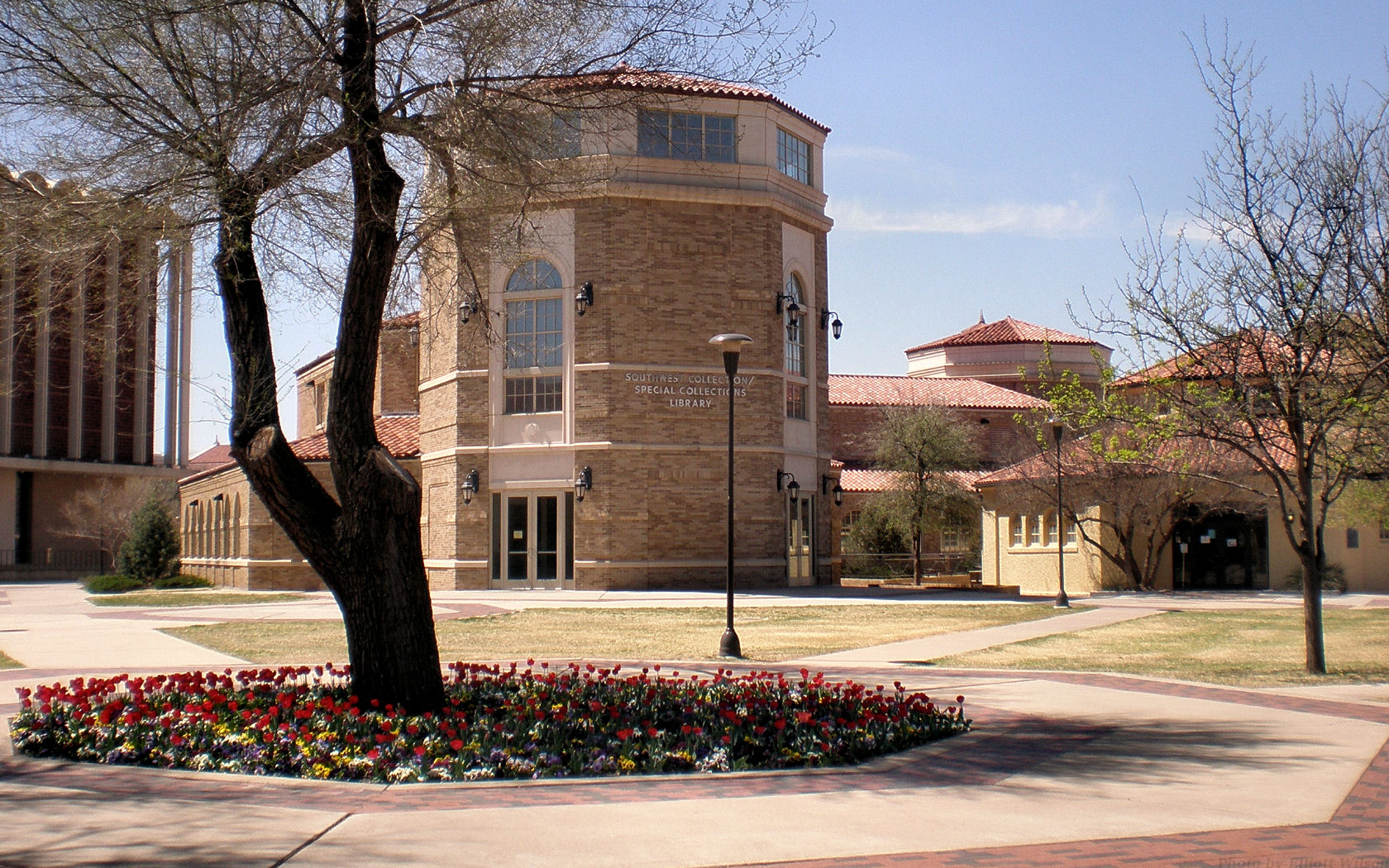
Thư viện ở Texas, thuộc một trường đại học ở Mỹ

Những nơi làm việc cơ bản cho Thư viện viên thường được phân ra như sau: Công cộng, Đại học, trường phổ thông, đặc thù. Một vài Thư viện viên sẽ bắt đầu làm việc độc lập. Họ thường tự gọi mình là người môi giới thông tin (information brokers), chuyên gia tìm kiếm (research specialists), người quản lý tri thức (knowledge management), người tình báo thông tin (competitive intelligence) hay chuyên gia thông tin độc lập. Dưới đây là những khác biệt cơ bản giữa loại hình Thư viện.

### Thư viện công cộng
Những Thư viện công cộng được tạo ra thông qua Luật pháp của nơi mà Thư viện hoạt động. Theo đó, Thư viện công cộng được gửi những quyền lợi nhất định, như là tiền thuế, nhưng buộc phải tuân thủ chặt chẽ những tiêu chuẩn về dịch vụ và đáp ứng nhu cầu đa dạng của người dung tin. Họ thường được quản lý bởi ban giám đốc của Thư viện hay Ủy ban quản lý Thư viện từ cộng đồng. Đưa ra nhiệm vụ, chính sách về dịch vụ và bộ sưu tập là trách nhiệm quản lý cơ bản của Thư viện công cộng. Đôi khi, Các Thư viện cho mươn sách tư nhân phục vụ cộng đồng như là các Thư viện công cộng. Tại Mỹ, Thư viện viên công cộng và Thư viện công cộng được đại diện bởi Hiệp hội Thư viện công cộng (Public Library Association). Đội ngũ Thư viện công cộng được tổ chức để đáp ứng nhu cầu của cộng đồng. Các Thư viện tìm cách kết nối các thành phần truyền thống giữa những dịch vụ công cộng và kĩ thuật bằng cách điều chỉnh công nghệ mới như là dịch vụ Thư viện lưu động và tổ chức hệ thống máy vi tính của các tổ chức phụ thuộc vào từng nơi. 

### Thư viện Đại học
Một Thư viện Đại học là một bộ phận không thể thiếu của trường Cao đẳng, Đại học, hay bất kì học viện nào, chịu trách nhiệm cho việc đáp ứng nhu cầu thông tin và nghiên cứu của sinh viên, giảng viên, đội ngũ cán bộ của trường. Tại Mỹ, Tổ chức đại diện cho Thư viện viên và Thư viện Đại học là hiệp hội các Thư viện nghiên cứu và Cao đẳng (Association of College and Research Libraries). Phụ thuộc vào từng nơi mà Thư viện có thể phục vụ cho giảng viên hay toàn bộ nhân viên của trường. Nhiều thể loại, số lượng, bộ sưu tập được tổ chức trong Thư viện Đại học và nhiều Thư viện viên là chuyên gia trong những bộ sưu tập và tài liệu lưu trữ này. Một Thư viện viên Đại học hay Thư viện viên cấp cao chịu trách nhiệm cho Thư viện trong tổ chức trường Đại học, và cũng có thể được gọi là quản lý của các Thư viện (Dean of Libraries). Một vài học viện xem các Thư viện viên như là các Giảng viên và các Thư viện viên có thể được gọi là các giáo sư hay các nhân viên cao cấp trong học đường, điều này có thể tăng hoặc không tăng lương hay tiền thưởng của họ. Một vài trường Đại học làm những yêu cầu tương tự cho Thư viện viên Đại học cho việc nghiên cứu và các dịch vụ chuyên nghiệp như yêu cầu với các Giảng viên. Các Thư viện viên Đại học quản lý các cấp độ dịch vụ và quyền lợi khác nhau đối với Giảng viên, Sinh viên, Cựu sinh viên, người ngoài trường Đại học.

### Thư viện trường học
Một Thư viện trường học chỉ phục vụ nhu cầu của công đồng hay các trường học. Mục đích chính là hỗ trợ học sinh, giáo viên, các khóa học của nhà trường hay nơi quản lý nhà trường. Ngoài quản lý Thư viện, Những giáo viên-Thư viện viên có chứng chỉ hướng dẫn từng cá nhân học sinh, từng nhóm và từng lớp học, và các giáo viên về các phương pháp nghiên cứu hiệu quả thường là các kĩ năng tìm kiếm thông tin. Việc cho mượn sách giáo khoa và/hay các thiết bị nghe-nhìn cũng là trách nhiệm của Thư viện viên trường học. Thông thường, các Giáo viên-Thư viện viên là những giáo viên đủ tiêu chuẩn dạy học khi họ bổ túc một khóa học về giáo dục để nhận chứng chỉ hay học để lấy bằng Thạc sĩ Khoa học Thư viện.  

### Thư viện đặc biệt
Những Thư viện đặc biệt bao gồm tin tức, luật, y, Thần học, chính phủ, tổ chức phi chính phủ, nhà tù, xí nghiệp, bảo tàng hay bất cứ Tổ chức nào khác có hoạt động Thư viện bên trong. Những Thư viện này có thể rất đặc biệt, phục vụ nhóm người dùng tin riêng biệt với khu vực có bộ sưu tập giới hạn. Trong sự gia tang môi trường làm việc ảo và toàn cầu, nhiều Thư viện viên thậm chí không làm việc hoàn toàn trong Thư viện thay vào đó họ quản lý và hỗ trợ việc sử dụng bộ sưu tập điện tử.Kinh phí cho Thư viện đặc biệt rất đa dạng. Nhiều Thư viện viên trong một số dạng Thư viện đặc biệt có thể được yêu cầu có những khóa tập huấn riêng, như là bằng cử nhân Luật cho Thư viên các trường Đại học Luật hay là bằng Khoa học phù hợp cho từng trường Đại học chuyên ngành khác nhau bao gồm Hóa học, kĩ sư, v…v. Nhiều Thư viện phụ thuộc sự quản lý của Hiệp hội các Thư viện đặc biệt (Special Libraries Association). Cũng có nhiều tổ chức như the American Association of Law Libraries, Art Libraries Society of North America, the American Theological Library Association, the Medical Library Association hay the Visual Resources Association..

## Đào tạo

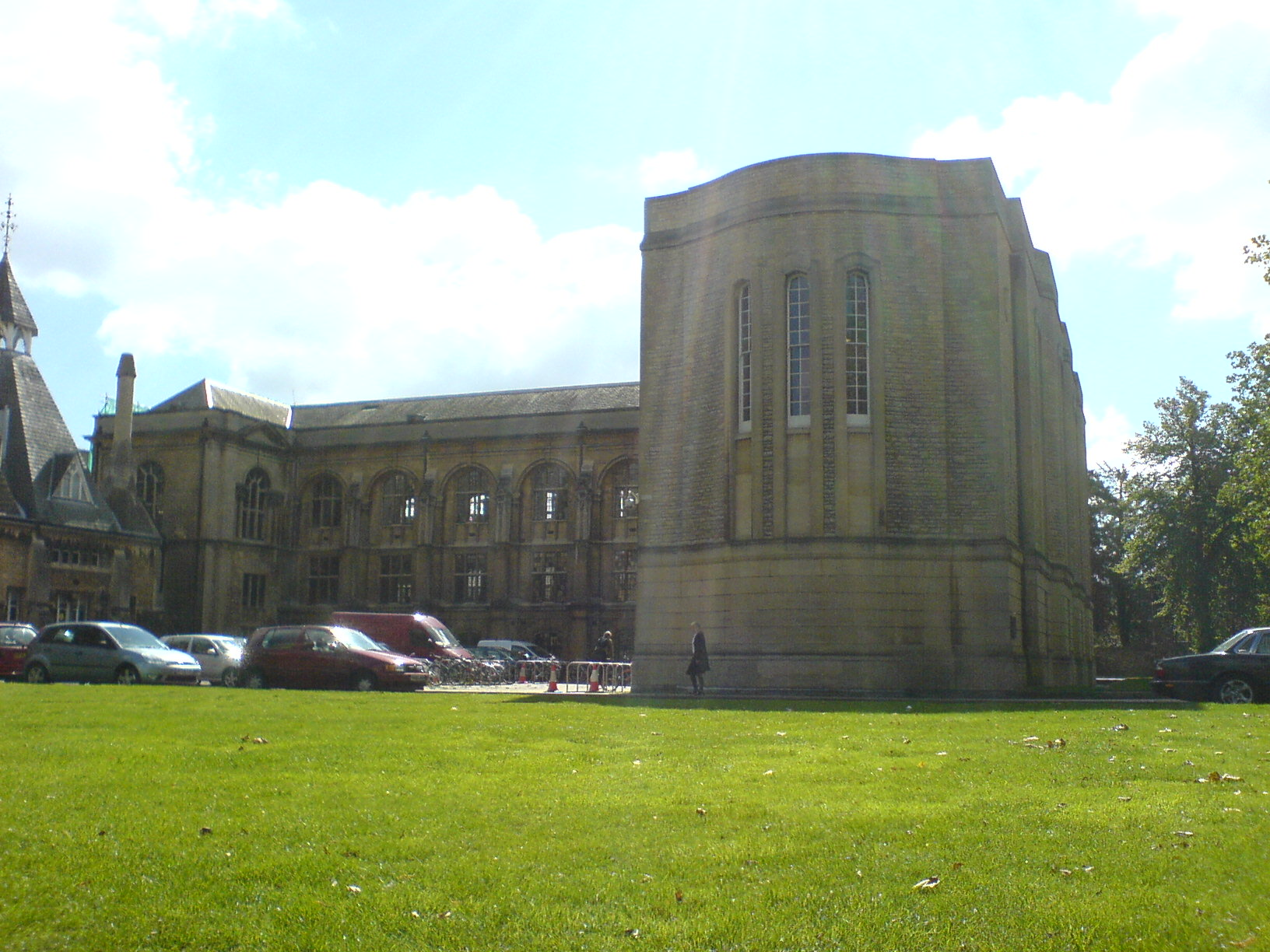
Thư viện Khoa học Radcliffe, Đại Học Oxford

### Tại Bắc Mỹ
Tại Mỹ và Canada, Một Thư viện viên thường có bằng Thạc sĩ trong một hay hai năm (Hai năm thì phổ biến hơn) về lĩnh vực Khoa học Thư viện và thông tin, Khoa học Thư viện hay Khoa học Thông tin (được gọi là MI, MLS, MALIS, MSLS, MIS, MSIS, MS-LIS, MISt, MLIS, or MILS) từ một trường Đại học được công nhận. Những bằng này được Hiệp hội Thư viện Mỹ (American Library Association) công nhận và có thể có chuyên ngành trong lĩnh vực như Lưu trữ học, quản lý biểu ghi, Thiết kế hệ thống thông tin, Quan hệ công chúng, Y tế trong Thư viện, Luật cho Thư viện viên, Thư viện viên đặc biệt, Thư viện viên Đại học hay trường học (K-12). Thư viện viên trường học thường được yêu cầu có một chứng chỉ dạy học; Tuy nhiên, một bằng bổ túc Khoa học Thư viện là không được yêu cầu trong hầu hết trường học. Nhiều, nếu không phải là hầu hết, các Thư viện viên Đại học một văn bằng hai Thạc sĩ theo chuyên ngành. Điều này đặc biệt đúng cho các trường Đại học đào tạo bốn năm. Bằng Tiến sĩ trong lĩnh vực Khoa học Thư viện được cấp bởi the University of Chicago Graduate Library School (GLS) bắt đầu năm 1928 khi nó đóng cửa vào năm 1989.

### Châu Âu
Tại Anh và một số nước khác, một Thư viện viên phải học từ 3 đến 4 năm Đại học trong ngành Thư viện-thông tin hay Thông tin học; Có bằng riêng ở trình độ Thạc sĩ trong nghề Thư viện, quản lý lưu trữ, quản lý biểu ghi. Tại Anh, những chứng chỉ này được công nhận bởi Chartered Institute of Library and Information Professionals và the Society of Archivists. Tại Đức và một số nước khác, Bước đầu tiên để trở thành một Thư viện viên Đại học là một bằng Tiến sĩ trong một chuyên ngành, tiếp đó là một khóa bồi dưỡng về nghề Thư viện.

### Châu Úc
Tại Úc, một Thư viện viên chuyên nghiệp buộc phải đáp ứng yêu cầu của the Australian Library and Information Association (ALIA). Có 3 cách để đáp ứng nhu cầu này: Cá nhân phải có một bằng Cử nhân về ngành Thư viện-thông tin được ALIA công nhận, hoàn tất một bằng Cử nhân trong một chuyên ngành bất kì được ALIA công nhận hay một khóa học Thạc sĩ, đáp ứng một tiêu chuẩn công nghệ Thư viện (Được tổ chức bởi học viện Technical and Further Education (TAFE)) cùng với bằng Cử nhân chuyên ngành Thư viện-thông tin được ALIA công nhận. ALIA chịu trách nhiệm cho việc công nhận chuẩn Thư viện cho cả Thư viện viện và Kĩ thuật viên Thư viện. Những Thư viện viên-giáo viên chuyên nghiệp Úc được yêu cầu hơi khác. Ngoài việc có một chứng chỉ theo yêu cầu của ALIA, Những Thư viện viên-giáo viên cũng buộc đáp ứng chuẩn dạy học được công nhận.

### Bằng cấp
Hiện nay, bằng Tiến sĩ trong ngành Thư viện đã được công nhận. Bằng Tiến sĩ Thư viện đầu tiên được Graduate Library School, University of Chicago, 1928-1989 công nhận. Tốt nghiệp Tiến sĩ Thư viện thường trở thành Giảng viên trong các trường Thư viện-thông tin, hay đôi khi làm giám đốc hay trưởng khoa của các Thư viện trong trường Đại học. Những Tiến sĩ chịu trách nhiệm cho việc nghiên cứu ở cấp độ Tiến sĩ có thể theo đuổi việc nghiên cứu đa dạng gồm công nghệ thông tin, chính sách thông tin chính phủ, nghiên cứu xã hội trong việc sử dụng thông tin trong từng nhóm người khác nhau trong xã hội, Thông tin trong tổ chức và thiết lập hệ thống thông tin, Lịch sử của sách và in ấn. 
Beta Phi Mu, cộng đồng quốc tế danh dự cho Khoa học Thông tin-Thư viện và công nghệ thông tin, vinh danh giảng viên vì những dịch vụ khác nhau đối với sự nghiệp giáo dục trong nghề Thư viện bằng giải thưởng thường niên Beta Phi Mu Award. Hầu hết những Thư viện Đại học và nghiên cứu yêu cầu Thư viện viên có bằng Thạc sĩ trong một chuyên ngành khác, đôi khi không nhất thiết liên quan đến công tác chuyên môn của họ; Trong các Thư viện chuyên nghiên cứu, một vài Thư viện viên sẽ có bằng Tiến sĩ trong một chuyên ngành. Các bằng cấp cao cấp thường đi kèm với bằng Thư viện là Luật, quản lý, quản lý sức khỏe hay quản lý hành chính.

### Vị trí liên quan
Cộng tác viên Thư viện, Kĩ thuật viên Thư viện, Thư viện viên trung cấp thường có chứng chỉ trung cấp (2 năm học) nhưng không có Chứng chỉ liên quan đến nghề Thư viện. Đôi khi họ cũng có bằng Đại học hay bằng Thạc sĩ trong các ngành khác. Những chuyên viên này, đôi khi được coi là những người hỗ trợ (para-professionals), thực hiện công tác như là quản lý CSDL, làm mục lục Thư viện, chuẩn bị tài liệu tham khảo, biên soạn chuyên khảo và tuyển tập.

## Tổ chức nghề nghiệp

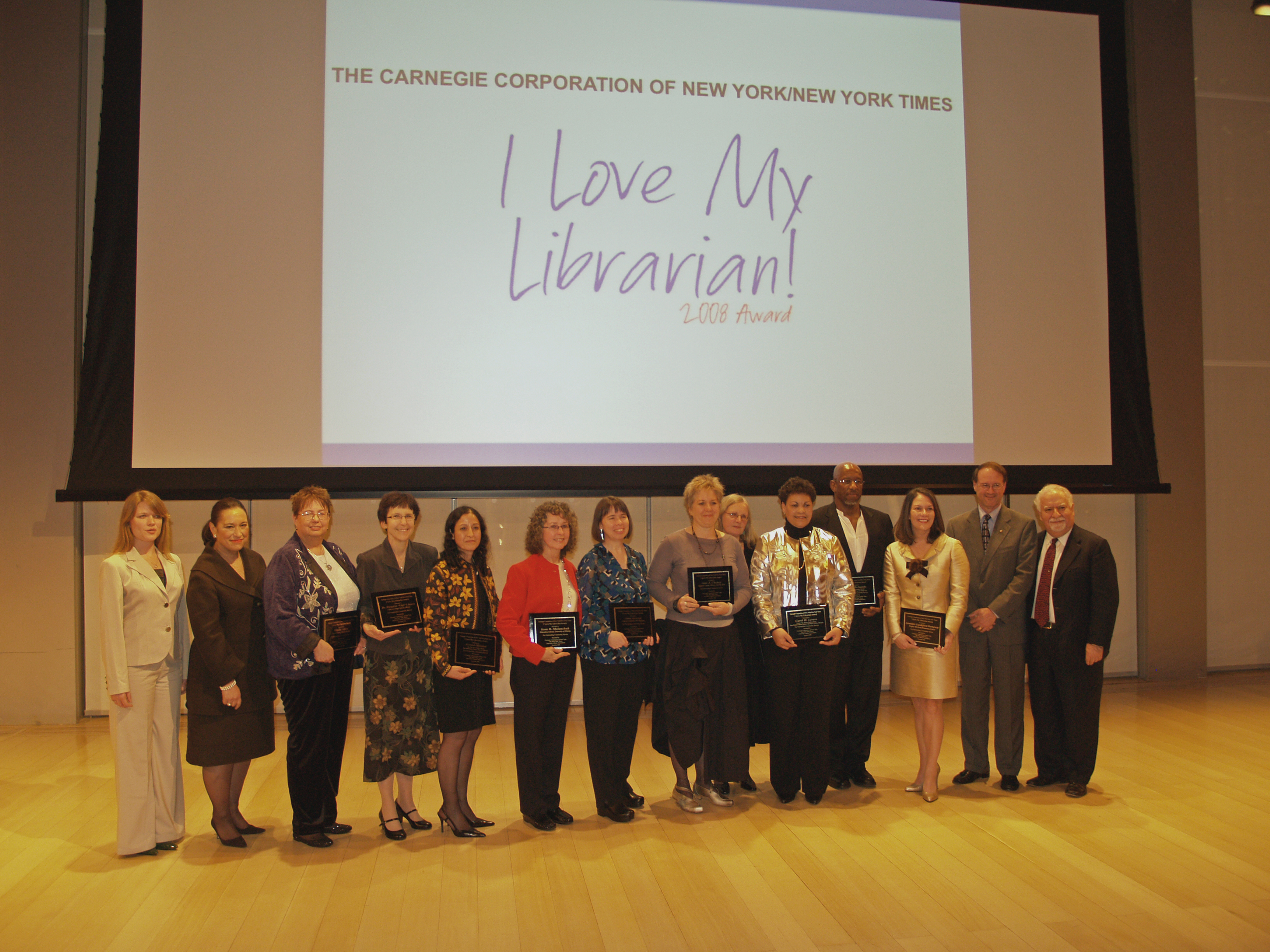
Người đại diện và người nhận giải thưởng I Love My Librarian của the New York Times-Carnegie Corporation of New York

Hai tổ chức Thư viện lớn nhất tại Mĩ là the American Library Association (ALA) và the Special Libraries Association. YALSA The Young Adult Library Services Association cung cấp những Thư viện viên trẻ tuổi, và là một phần của the American Library Association. Nhiều bang của Mỹ cũng có những tổ chức Thư viện của riêng nó. Những Thư viện viên cũng có thể tham gia những tổ chức như the Association of College and Research Libraries và   the Public Library Association và ội the Art Libraries Society.. The Canadian Library Association hoạt động tại Canada và cũng có các tổ chức trong từng Quận, như là the Ontario Library Association. Tại Anh, tổ chức chính cho các Thư viện viên là The Chartered Institute of Library and Information Professionals  (Ban đầu có tên là the Library Association). The International Federation of Library Associations and Institutions (IFLA)  đại diện cho nhu cầu của các Thư viện và Thư viện viên Quốc tế. (Cũng xem danh sách của các tổ chức Thư viện)
Những vấn đề quan trọng cho các Thư viện Mỹ bao gồm thực hiện chính sách Patriot Act và Children's Internet Protection Act. Nhiều Thư viện viên khắp thế giới chia sẻ những vấn đề chính của Thư viện viên Mỹ về đạo đức trong vấn đề kiểm duyệt và quyền riêng tư.
Tổ chức Mỹ như Progressive Librarians Guild. The Progressive Librarians Guild thực hiện các hoạt động của các nhóm Thư viện viên trong các blog và tạp chí của nó, Union Library Workers.Một vài Thư viện viên tham gia các tổ chức của Anh như Information for Social Change..

Tại Hiệp hội Thư viện Mỹ (American Library Association - ALA), một vài Thư viện viên cũng tham gia tổ chức Social Responsibilities Round Table (SRRT).  SRRT ra đời giữa tình hình xã hội sôi sục những năm 1960 và thường bị Hiệp hội Thư viện Mỹ chỉ trích vì không sống đúng với lý tưởng hoạt động của nó. Một tổ chức xã hội quan trọng khác là Social Responsibilities Special Interest Section  của Hiệp hội Mỹ về Thư viện Luật (AALL). Những tổ chức này gây nhiều tranh cãi trong một số Thư viện viên, trong khi những người còn lại xem nó như một phần mở rộng tự nhiên và là bề nổi của đạo đức trong Thư viện. Các Thư viện viên tại Mỹ có vai trò như một diễn viên chính trị trong thời đại của chúng ta, cung cấp những ví dụ về cam kết đối với quyền bình đẳng, quyền hiểu biết hay sự công bằng xã hội. Có thể kể đến Peter Chase, George Christian, Janet Nocek, và Barbara Bailey. Trong trường hợp của Doe v. Gonzales, những Thư viện viên này thách thức tính hợp pháp của các điều khoản không thông báo thông tin của National Security Letters được chính phủ công bố dưới sự điều hành của USA Patriot Act về khủng bố hay các tổ chức điều tra khác. Cả bốn người được nhận Huân chương Roger Baldwin về tự do từ tổ chức American Civil Liberties Union vào tháng 6 năm 2007..

## Công nghệ
Sự gia tăng vai trò của công nghệ trong các Thư viện có một tác động đáng kể trong sự thay đổi vai trò của người Thư viện viên. Công nghệ mới đã làm tăng một cách vô cùng to lớn khả năng kết nối với thông tin, và các Thư viện viên đang điều chỉnh để thích ứng với nhu cầu đang dần thay đổi của người dùng tin, cái mà xuất hiện từ sự điều chỉnh của những công nghệ mới này. Các Thư viện viên kĩ thuật số đã trở nên phổ biến trong thời đại Thông tin, quá phổ biến để mà một khái niệm mới đã được tạo ra để chỉ những Thư viện viên kĩ thuật số này: "Cybrarian", là một từ ghép của từ "cyber" (Internet) và "librarian". Thuật ngữ "Cybrarian" được dùng lần đầu tiên bởi Michel Bauwens, một nhân viên thông tin tại BP Nutrition tại Antwerp, Belgium, quan tâm đặc biệt đến thông tin và vai trò mà công nghệ đóng góp trong một Thư viện truyền thống.
Một ví dụ tiêu biểu về cách mà Công nghệ thay đổi vai trò của các Thư viện viên trong 50 năm qua đó là sự thay đổi từ mục lục truyền thống sang mục lục công cộng trực tuyến (OPACs). Các Thư viện viên buộc phải phát triển các phần mềm và chuẩn biên mục MARC cho biểu ghi thư mục điện tử. Họ buộc phải mua và sử dụng các máy vi tính phù hợp với các phần mềm. Các Thư viện viên buộc phải dạy cho mọi người sử dụng Công nghệ mới và thay đổi dần sang môi trường làm việc ảo
Một ví dụ tiêu biểu tương tự là dữ liệu điện tử (bao gồm Internet), đến những chức năng logic khác như là "bar code" (hay trong tương lai gần là RFID). Nhiều Thư viện viên cung cấp dịch vụ hỏi đáp trực tuyến (thông qua chat trên mạng, tin nhắn, thư điện tử), làm việc độc lập trong môi trường mạng, dạy những kĩ năng tìm kiếm thông tin và các lớp học công nghệ đến người dùng tin, và làm việc cho sự phát triển kiến trúc thông tin để cải thiện khả năng kết nối và chức năng tìm kiếm thông tin. Những ví dụ này phác họa phần nào việc các Thư viện viên sử dụng công nghệ để hỗ trợ và mở rộng vai trò của họ.
Các Thư viện viên phải liên tục điều chỉnh để thích ứng với những hình thức mới của Thông tin, như là tạp chí điện tử và sách điện tử, cái mà tạo ra cả thách thức và cơ hội trong việc cung cấp sự kết nối và giới thiệu họ đến người dùng tin của Thư viện.
Sự gia tăng những lợi ích của công nghệ tạo ra khả năng tự động hóa trong một số công đoạn của Thư viện. Trong năm 2004, một nhóm nhà nghiên cứu tại Tây Ban Nha đã phát triển UJI Online Robot. Người máy này có khả năng tìm vị trí trong Thư viện, tìm kiếm những cuốn sách riêng, khi tìm thấy nó, cẩn thận lấy nó từ kệ và chuyển đến tay người dùng tin. Vì những chức năng của người máy là khá giới hạn, sự giới thiệu nó vào Thư viện có thể tạo ra một số rắc rối nhỏ cho các Thư viện viên mà công việc của họ không đơn giả chỉ là thu hồi sách.
Gần đây, hơn 100 Thư viện tại Mĩ đã bắt đầu thêm máy in 3D đến bộ sưu tập của họ để nỗ lực phổ biến cho người dùng tin công nghệ mới nhất.

## Trong văn hóa
Cách nhìn chung về một Thủ thư trong văn hóa quần chúng thường là không đẹp lắm: Thủ thư được mô tả như một người khắt khe, nghiêm nghị, kỉ cương, kém hấp dẫn, và nhút nhát và độc thân nếu là nữ, hay nhút nhát, kém hấp dẫn, ẻo lả nếu là đàn ông.
Một số ví dụ về hình tượng người Thủ thư trong văn hóa quần chúng gồm:
- Trong phim "It's a Wonderful Life", Mary trở thành một Thủ thư trong dòng thời gian nơi mà George Bailey không bao giờ được xin ra
- Trong loạt truyện Discworld của Terry Pratchett, có một Thủ Thư có phép thuật biến mình thành một con đười ươi. Trong những câu chuyện này, các Thủ thư có những siêu năng lực liên quan đến sách và các hoạt động trong Thư viện, bao gồm khả năng dịch chuyển tức thời được biết như L-Space
- [46]
- "Weird Al" Yankovic đóng vai Conan the Librarian, trong một phân đoạn ngắn của phim UHF (1989)
- Space Marine Librarians là nhân vật từ "the collectible miniatures game Warhammer 40,000"; những siêu anh hùng này có những sức mạnh tâm linh mạnh chứ không chỉ là sức mạnh trí tuệ thông thường
- Vở kịch và phim The Music Man có nhân vật Marian là một Thủ thư Phim truyền hình Thủ thư, nhiệm vụ của người Thủ thư là người bảo vệ của kho báu thế giới
- Series phim truyền hình The Bletchley Circle với nhân vật Jean, một thủ thư làm việc như một người giải mật mã trong suốt Chiến tranh thế giới thứ 2
- Trong Buffy the Vampire Slayer, nhân vật Giles là một thủ thư, người nghiên cứu các mối đe dọa Bufy đối mặt
- The Librarians, một loạt phim tiếp nối phim nói trên, kể về một nhóm Thủ thư bắt đầu một cuộc phiêu lưu để cứu lấy những hiện vật cổ xưa khi mà chiến đấu chống lại những mối đe dọa thiên nhiên
- Trong phim Ghostbusters, diễn viên Alice Drummond đóng vai một Thủ thư bị ám bởi một con ma của Thư viện tại Thư viện công cộng New York
- Trong phim Party Girl, diễn viên Parker Posey đóng vai Mary, một phụ nữ trẻ cso tâm hồn tự do, được thuê để trở thành thư ký Thư viện và cuối cùng quyết định cô muốn trở thành một Thư viện viên
- Nasus, một nhân vật trong trò chơi trực tuyến đình đám League of Legend, là người đứng đầu Thư viện vĩ đại, một vị tướng vừa có sức khỏe vô song vừa có năng lực pháp thuật phi thường

## Đặc thù tại Mỹ
Người khiếm thính đến Thư viện có cùng nhu cầu như những người bình thường khác và thường gặp khó khăn hơn trong việc tiếp cận với dịch vụ và vốn tài liệu của Thư viện.Trong khoảng vài thập kỉ gần đây, các Thư viện tại Mỹ đã bắt đầu cải thiện vốn tài liệu và các dịch vụ cho người dùng tin khiếm thính và đang cố gắng hơn mỗi năm đề phát triển vốn tài liệu của họ, các dịch vụ, người dùng tin khiếm thị trong Thư viện, thậm chí người dùng tin khiếm thị trên thế giới
Vai trò của các Thư viện trong lịch sử trong cộng đồng người khiếm thính tại Mỹ là một vết nhơ khá lớn. Hiệp hội Thư viện Mỹ (The American Library Association) hoàn toàn thừa nhận rằng những người khuyết tật thuộc vào một nhóm thiểu số người bị bỏ qua và không được bảo vệ quyền lợi trong Thư viện, và người khiếm thính thuộc vào nhóm người thiểu số này. Tuy nhiên, Trong những thập kỉ gần đây, các Thư viện khắp nước Mỹ đã làm những bước tiến vô cung lớn trong nhiệm vụ làm cho các Thư viện kết nối tốt hơn với người khuyết tật nói chung và đến người khiếm thính nói riêng.
Một trong những nhà hoạt động vì quyền lợi của người khiếm thính trong Thư viện là Alice Hagemeyer. Khi Cộng đồng người khuyết tật bắt đầu yêu cầu quyền bình đẳng năm 1970, Hagemeyer quyết định trở lại trường học cho tấm bằng Thạc sĩ Khoa học Thư viện. Khi mà cô đang học ở đó, cô nhận ra rằng không có nhiều thông tin về người khiếm thính tại Thư viện của cô ấy hay tại Thư viện của các người bạn chung lớp của cô. Cô ấy nhanh chóng trở thành một nhà hoạt động người khiếm thính tại Thư viện của cô, và cô trở thành "Thư viện viên cho người khiếm thính" đầu tiên trong hệ thống Thư viện công cộng trong cả nước. Hagemeyer cũng xây dựng một sổ tay hướng dẫn về nguồn tài nguyên thông tin dành cho người khiếm thính và những nguồn tài nguyên thông tin được kết nối với họ được gọi là "The Red Notebook", cuốn sổ tay này hiện đang được cung cấp trực tuyến tại trang web "the Friends of Libraries for Deaf Action". Hagemeyer là một trong những nhà hoạt động Thư viện đầu tiên cho người khiếm thính

Thư viện viên người Australia Karen McQuigg tuyên bố rằng "Thậm chí mười năm trước, khi Tôi có mặt trong một dự án tìm hiểu xem Thư viện có thể cung cấp gì cho người khiếm thính, thì tôi thấy có một khoảng cách quá lớn giữa nhu cầu của người dùng tin khiếm thính và những dịch vụ Thư viện công cộng có thể cung cấp một cách hiệu quả cho họ."Rõ ràng, cách đây không lâu, Thông tin dành cho người khiếm thính hay thông tin về người khiếm thính là quá ít trong các Thư viện ở Australia và cả trên Thế giới.
Những hướng dẫn từ các tổ chức Thư viện như IFLA (International Federation of Library Associations and Institutions) và ALA được viết để giúp các Thư viện làm cho thông tin của họ dễ kết nối hơn đối với người khuyết tật, và trong một vài trường hợp, đặc biệt là với người khiếm thính. "Hướng dẫn của IFLA về những dịch vụ Thư viện cho người khiếm thính" là một cẩm nang trong số các hướng dẫn của IFLA, nó được xuất bản để cho Thư viện biết những dịch vụ nào cần cung cấp cho người dùng tin khiếm thính. Hầu hết hướng dẫn được viết để đảm bảo người dùng tin khiếm thính có sự bình đẳng trong kết nối đến tất cả các dịch vụ hiện có trong Thư viện. Những hướng dẫn còn lại bao gồm những nhân viên Thư viện được tập huấn cung cấp những dịch vụ cho người khiếm thính, "text telephone" hay TTYs không chỉ giúp người dùng tin khiếm thính với những câu hỏi mà còn tạo ra những cuộc gọi ngoài, sử dụng tất cả trang thiết bị công nghệ để giao tiếp hiệu quả hơn với người dùng tin khiếm thính, bao gồm dịch vụ phụ đề cho bất kì dịch vụ truyền hình nào, và phát triển bộ sưu tập người dùng tin khiếm thính ưa thích..
Trải qua một thời gian, các dịch vụ đã bắt đầu cải tiến để đáp ứng nhu cầu những nhu cầu và những mong muốn của người khiếm thính địa phương. Tại Thư viện Queen Borough Public (QBPL) tại New York, nhân viên đưa vào thực hiện những ý kiến mới và sáng tạo để tạo mối quan hệ giữa xã hội và nhân viên Thư viện với người khiếm thính. Thư viện tuyển dụng một Thư viện viên khiếm thính, Lori Stambler, để tập huấn cho các Thư viện viên khác về người khiếm thính, dạy các lớp ngôn ngữ ký hiệu cho người nhà hay người thân của người khiếm thính, dạy người khiếm thính đọc và viết. Khi làm việc trong Thư viện, Stambler có thể giúp xã hội tiếp cận với những người khiếm thị xung quanh họ và giúp người khiếm thị hòa nhập tốt hơn với xã hội bên ngoài.

### Thư viện khiếm thính
Thư viện tại Đại học Gallaudet, Thư viện nghệ thuật người khiếm thính duy nhất tại Mỹ, được thành lập năm 1876. Vốn tài liệu của Thư viện đã phát triển từ một số lượng nhỏ sách tham khảo trở thành bộ sưu tập lớn nhất thế giới về những tài liệu của người khiếm thính với 234000 cuốn sách và hàng ngàn tài liệu khác ở nhiều dạng tài liệu khác nhau. Vốn tài liệu lớn đến nỗi mà Thư viện buộc phải tạo ra một hệ thống phân loại hỗn hợp dựa trên khung phân loại thập phân Dewey để mà làm mục lục và xác định vị trí trong Thư viện dễ dàng hơn cho các Thư viện viên và người dùng tin. Thư viện cũng thực hiện tàng trữ tài liệu của Thư viện, trong đó có những tài liệu cổ dành cho người khiếm thính và tài liệu cổ trên khắp thế giới.
Tại Nashville, Tennessee, Sandy Cohen tổ chức Dịch vụ Thư viện cho người điếc hoàn toàn và người khiếm thính (the Library Services for the Deaf and Hard of Hearing (LSDHH)). Chương trình được thực hiện năm 1979 để đáp ứng nhu cầu kết nối thông tin cho người khiếm thính tại Nashville. Ban đầu, Dịch vụ chỉ cung cấp tin thời sự thông qua teletypewriter hay TTY, nhưng ngày nay, chương trình đã mở rộng để phục vụ toàn bộ bang Tennessee bằng cách cung cấp tất cả thể loại thông tin và tai liệu khác nhau để phục vụ người khiếm thính, cộng đồng người khiếm thính, và thông tin cho người nhà người khiếm thính, cũng như sách lịch sử và sách tham khảo.

### Vấn đề giới tính
Nghề Thư viện được mô tả như một nghề dành cho cả Nam và Nữ tại Mỹ. Trong năm 2015, 83% Thư viện viên là Nữ. Mặc dù, Nữ chiếm phần lớn lực lượng lao động, nhưng theo một thống kê trong năm 2014, Lương trung bình của một Thư viện viên nữ làm toàn thời gian là $48,589, trong khi đó Nam là $52,528. Những vị trí lãnh đạo thường là Nam, ví dụ, tại Thư viện Quốc hội Mỹ, đa phần các lãnh đạo là Nam từ khi Thư viện Quốc hội được thành lập. Tuy nhiên, Phụ nữ vẫn đang tiếp tục cuộc đấu tranh cho sự bình đẳng. Số lượng Phụ nữ cũng đã lớn hơn rất nhiều so với quá khứ trong nghề Thư viện, một đánh giá mang tính học thuật của Suzanne Hildenbrand về những công việc phụ nữ đã làm đã mở rộng những biểu ghi mang tính lịch sử.
Trong năm 1911, Theresa Elmendorf trở thành người phụ nữ đầu tiên được bầu làm Chủ tịch của Hiệp hội Thư viện Mỹ (được thành lập năm 1876); bà cũng là người phụ nữ đầu tiên từng được đề cử cho chức vụ này. Bà là Chủ tịch Hiệp hội Thư viện Mỹ từ 24 tháng 5 năm 1911 cho đến 2 tháng 7 năm 1912.
Vào ngày 13 tháng 7 năm 2016, Carla Hayden trở thành người phụ nữ đầu tiên, cũng là người Mỹ gốc Phi đầu tiên, trở thành Thư viện viên của Thư viện Quốc hội Mỹ. Tiến sĩ Hayden được đề nghị bởi Tổng thống Barack Obama vào tháng 2 năm 2016 là Thư viện viên thứ 14 của Thư viện Quốc hội Mỹ.
Nhóm "Social Responsibilities Round Table Feminist Task Force" (FTF) của Hiệp hội Thư viện Mỹ được thành lập năm 1970 bởi những người phụ nữ mong muốn có sự bình đẳng về giới tính trong các Thư viện và nghề Thư viện. FTF là nhóm đầu tiên của ALA tập trung vào vấn đề Phụ nữ.
Ủy ban về địa vị của Phụ nữ trong nghề Thư viện (COSWL) của Hiệp hội Thư viện Mỹ, được thành lập năm 1976, đại diện cho tất cả nhu cầu của Phụ nữ trong ALA và đảm bảo Hiệp hội quan tâm đến quyền lợi của đa số Phụ nữ trong lĩnh vực Thư viện, và khuyến khích và bắt đầu xây dựng bộ sưu tập, bản phân tích, phổ biến, sự phối hợp về những thông tin liên quan đến địa vị của người Phụ nữ trong nghề Thư viện. Tiểu sử của những người Phụ nữ trong nghề Thư viện Mỹ và Thư viện viên Nữ có công phát triển dịch vụ cho người Phụ nữ đã được ghi chép rõ ràng trong các tập được xuất bản lần đầu bởi "the Social Responsibilities Round Table Task Force on Women" và sau đó tiếp tục xuất bản bởi COSWL.
Bộ phận Dịch vụ Tham khảo và Thanh thiếu niên của ALA có một nhóm chuyên thảo luận về chủ đề "Tài liệu cho Phụ nữ và người dùng tin Phụ nữ", được thành lập giữa những năm 1980.
Bộ phận hiệp hội quản lý và lãnh đạo Thư viện của ALA có một nhóm chuyên thảo luận chủ đề "nhóm thảo luận những người Phụ nữ làm công tác hành chính", chủ đề này tồn tại để cung cấp một diễn đàn cho việc thảo luận những vấn đề lien quan đến Phụ nữ trong các vị trí hành chính.
 ALA cũng có the Women & Gender Studies Section (WGSS) trong một bộ phận của nó "Hiệp hội Thư viện Cao đẳng và Thư viện nghiên cứu"; phần này đã được thành lập để thảo luận, thúc đẩy, và hỗ trợ các bộ sưu tập nghiên cứu cho Phụ nữ và dịch vụ trong THư viện Đại học và Thư viện nghiên cứu.
Cẩm nang chính sách của ALA tuyên bố tại B.2.1.15 rằng việc tiếp cận nguồn tài nguyên và Dịch vụ Thư viện không phân biệt giới tính, giới tính trên chứng minh nhân dân, biểu hiện giới tính bên ngoài hay định hướng quan hệ tình dục (Số cũ là 53.1.15): " Hiệp hội Thư viện Mỹ duy trì một cách tuyệt đối và dứt khoát rằng các Thư viện và Thư viện viên có một nghĩa vụ ngăn cản các nỗ lực ngăn chặn việc tiếp cận vốn tài liệu trong bất kì trường hợp nào, bao gồm giới tính, giới tính quy định trên CMND hay biểu hiện bên ngoài, định hướng tình dục. Hiệp hội cũng khuyến khích các Thư viện viên chủ động hỗ trợ những quyền điều chỉnh đầu tiên (the First Amendment) của tất cả người dùng tin Thư viện, không phân biệt giới tính, định hướng tình dục, giới tính trên CMND hay biểu hiện bên ngoài. Được quyết định năm 1993, điều chỉnh năm 2000, 2004, 2008, 2010."  Nó cũng tuyên bố tại B.2.12 về sự đe dọa đối với vốn tài liệu Thư viện liên quan đến Giới tính, Giới tính trên CMND, định hướng tình dục (Số cũ 53.12), "Hiệp hội Thư viện Mỹ hỗ trợ vốn tài liệu trong Thư viện, cái mà phản ánh sự đa dạng trong xã hội chúng ta, bao gồm những vấn đề lien quan đến giới tính, định hướng tình dục, giới tính trên CMND hay biểu hiện bên ngoài. ALA khuyến khích Hiệp hội dù trong thời đại nào cũng phải chủ động chống lại tất cả quy định hay chính nào cố gắng ngăn cấm việc tiếp cận tài liệu liên quan đến giới tính, đinh hướng tình dục, giới tính trên CMND hay biểu hiện bên ngoài; khuyến khích tất cả Thư viện bổ sung và cung cấp tài liệu phù hợp cho tất cả mọi người trong xã hội chúng ta. Được thông qua năm 2005, điều chỉnh và sửa đổi năm 2009,2010." 

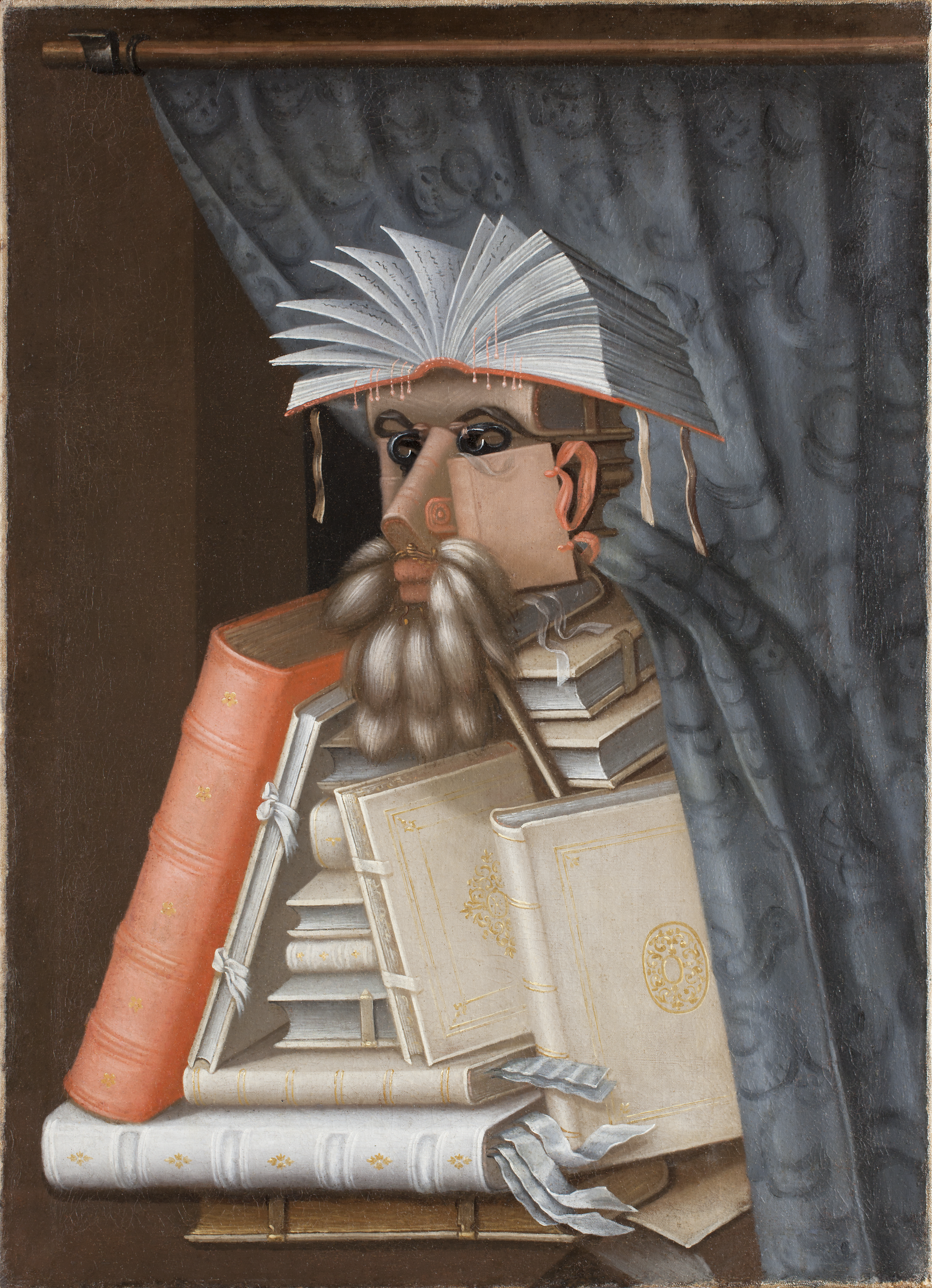
Thư viện viên, bức tranh của Giuseppe Arcimboldo

Xem thêm: Role of Women in Librarianship, 1876–1976: The Advancement and Struggle for Equalization, của Kathleen Weibel (tác giả, biên tập), Kathleen de la Pena McCook (biên tập), và Dianne J. Ellsworth (biên tập), xuất bản năm 1978.